# Герц Іван Іванович
Іва́н Іва́нович Герц (* 19 вересня 1936, Анталовці — † 7 квітня 2006) — український політичний діяч.

## Біографія
Народився 19 вересня 1936 року, в с. Анталовці Ужгородського району, Закарпатської обл.(тоді в межах автономної Підкарпатської Русі у складі Чехословаччини), в сім'ї селян, українець, освіта вища, інженер-технолог, Львівський лісотехнічний інститут.

1951 Студент Закарпатського лісотехнікуму м. Хуст.

1955 Студент Львівського лісотехнічного інституту.

1960 Старший інженер лісокомбінату «Осмолода», тресту «Прикарпатліс».

1963 Начальник відділу капітального будівництва Солотвинського лісокомбінату.

1965 Начальник відділу капітального будівництва тресту «Прикарпатліс» м. Івано-Франківськ.

1967 Старший інженер, начальник проектно-експлуатаційного відділу.

1968 Начальник проектно-експертного відділу управління капітального будівництва Мінліспрому УРСР.

1969 Начальник управління капітального будівництва Мінліспрому УРСР.

1983 Генеральний директор об'єднання «Укрорглістехмонтаж» Мінліспрому СРСР.

1983 Головний інженер, генеральний директор лісозаготівельного ВО «Закарпатліс», згодом голова правління орендної асоціації «Закарпатліс».

1992 Міністр зовнішньо-економічних зв'язків України.

1994 Голова ради ЗАКБ «Лісбанк» (ліквідований 2009).

1995 Працівник, Заступник керівника торговельно-економічної місії Посольства України в Словацькій Республіці.
Член КПРС; депутат обласної Ради; член Державної думи України.

Могила Івана Герца на Байковому кладовищі

18 березня 1990 обраний народним депутатом України, 2-й тур 63,04 % голосів, 10 претендентів.
- Закарпатська область
- Перечинський виборчий округ N 173

- Дата прийняття депутатських повноважень: 15.05.1990 р.
- Дата припинення депутатських повноважень: 10.05.1994 р.

Входив до Народної Ради, фракція Народного руху України, групи «Злагода — Центр».
Член Комісії ВР України з питань економічної реформи і управління народним господарством.
Кандидат у народні депутати України Верховної Ради XIII скликання, висунутий трудовим колективом 2-й тур — 40.01 % 2-те місце з 17- ти претендентів.

## Відзнаки
Нагороджений орденами «Знак Пошани», Дружби народів, медаллю.